# Registrazione perpendicolare

Schema delle differenze tra registrazione longitudinale e perpendicolare. Da notare come il flusso magnetico passi attraverso il secondo strato del piatto.

La registrazione perpendicolare (in inglese perpendicular magnetic recording - PMR), conosciuta anche come registrazione magnetica convenzionale (dall'inglese conventional magnetic recording - CMR), è una tecnologia per dischi rigidi con lo scopo di aumentare la densità di informazione a parità di superficie del disco. Le sue prime implementazioni commerciali sono state introdotte nel 2006.
Il nome "registrazione perpendicolare" sintetizza il funzionamento di questa nuova tecnica per magnetizzare i piatti del disco rigido: con il metodo standard adottato finora, la testina produce un campo magnetico le cui linee di campo attraversano in direzione longitudinale (parallelamente alla superficie) il materiale magnetico del piatto; con il nuovo metodo, la testina è concepita in modo tale che il campo magnetico attraversi lo strato magnetico in direzione perpendicolare alla superficie del piatto, grazie all'aggiunta di uno strato addizionale magneticamente inerte.
Con questa nuova tecnologia la porzione del disco in grado di conservare permanentemente un determinato stato magnetico (rappresentante il singolo bit) è fino a 10 volte minore, si può quindi ridurre considerevolmente la superficie occupata dall'unità minima di memorizzazione, ossia di avere una densità di informazione molto più alta sul supporto: questo permette di avere dischi rigidi molto più capienti a parità di dimensioni o, parallelamente, dischi rigidi più piccoli a parità di capacità.
Ad oggi (nel 2023) esistono dischi rigidi con tecnologia PMR da 24 TB.